# 小草履取り
小草履取り（こぞうりとり）は、戦国時代以後、男色の流行するにつれて、武士が草履取りの名目で召し抱えた少年。
『昔々物語』によれば、15、6歳の美しい少年であり、下に絹の小袖、上に唐木綿の袷を着て、風流な帯をしめ、夏は浴衣染めなどを着て、美しい脇差しをさし、客へ馳走の給仕にもだされ、供にも連れ歩かれなどもされた。しかし小草履取りが原因でしばしば喧嘩口論がおこったため、慶安年間には禁止されたが、寛文年間ころ再び流行し、のちに再度禁じられたという。
井原西鶴の『大矢数』には、「庄之介とて究竟の者、見立ては小草履を置かれたり」とあり、『好色一代男』には「或は小草履取の鼻すぢけだかきをかやうに仕立て、東国西国の屋敷方、一年ばかり長屋住居の人をだます物ぞかし」とある。
宝永年間ごろになると、「渡り小姓（わたりこしょう）」といって、小草履取りに似たものが大名、旗本のあいだにかかえられた（『耳嚢』）。